# Giuseppe II di Gerusalemme
Giuseppe II (... – Il Cairo, X secolo) è stato il patriarca di Gerusalemme nella seconda metà del X secolo. A seconda delle fonti, è stato in carica tra il 981 e il 985, oppure dal 980 al 983 o dal 978 al 983.
Fu durante il suo episcopato che Sadaqah Ibn Bishr, il sincello patriarcale, riuscì a completare il restauro della Chiesa del Santo Sepolcro, che era stata gravemente danneggiata da un incendio durante le rivolte del 966. Giuseppe era un filosofo e un dottore, nonché una persona molto generosa con i poveri. Nel 985, come Cristodulo II prima di lui, sarebbe morto nella città del Cairo e fu sepolto nella chiesa di San Teodoro, ad Alessandria.